# Iwan Gramotin

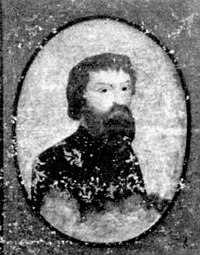
Иван Грамотин

Iwan Tarasiewicz Gramotin (ros. Иван Тарасьевич Грамотин (zm. ok. 1638) – polityk i dyplomata Carstwa Rosyjskiego czasów wielkiej smuty, diak Dumy bojarskiej.
Uczestnik wielu poselstw zagranicznych. Początkowo stronnik Dymitra Samozwańca I, którego porzucił bezskutecznie próbując się wkupić w łaski Wasyla IV Szujskiego. W 1608 poparł Dymitra  Samozwańca II. Na przełomie lat 1609/1610 został agentem Zygmunta III Wazy. W 1610 uczestniczył w poselstwie bojarów do Zygmunta III pod Smoleńsk z zaproszeniem do objęcia tronu carów przez królewicza Władysława.
Po obaleniu Wasyla IV Szujskiego został mianowany przewodniczącym prikazów Pomiestnego i Poselskiego. We wrześniu 1610 był jednym z inicjatorów wpuszczenia do Moskwy wojsk polskich hetmana polnego koronnego Stanisława Żółkiewskiego. W 1612 negocjował w Rzeczypospolitej przyjazd do Rosji królewicza Władysława. W wyniku zmiany sytuacji politycznej, przebywał w Warszawie do 1617 roku. W 1618 powrócił do Moskwy. W latach 1621 i 1622 prowadził negocjacje z posłami Turcji i Anglii.